# 卵管膨大部

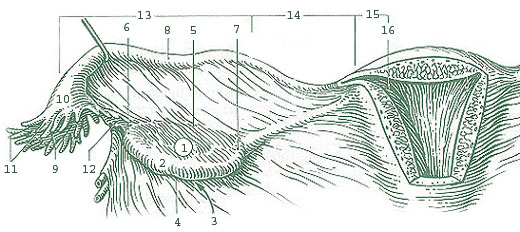
13が卵管膨大部

卵管膨大部（らんかんぼうだいぶ、英: ampulla of uterine tube）とは、雌における卵管の一部である。卵管の中間辺りにある拡張した領域であり、卵巣を越えて湾曲している。
ampullaという用語は、フラスコを意味するラテン語に由来する。卵管膨大部はヒトの受精(en:human fertilization)において最も主要な領域とされる。